# 韋德爾湖
61°33′5″N 32°44′46″E / 61.55139°N 32.74611°E
韋德爾湖（俄语：Ведлозеро），是俄羅斯的湖泊，位於該國西北部，由卡累利阿共和國負責管轄，長17.7公里、寬6.1公里，面積55平方公里，海拔高度76.6米，湖岸線長度163.2公里，集水區面積619平方公里，平均水深7.5米，最大水深11.4米。